# Marie-Françoise Gaouyer
 (janvier 2025).
Marie-Françoise Gaouyer, née le 17 août 1949, est une femme politique française, membre du Parti socialiste, conseillère régionale de Haute-Normandie (1998-2008), maire de la commune d'Eu (2008 à 2014), conseillère générale (2008-2013) et sénatrice (2013-2014).

## Biographie
Infirmière de profession, Marie-Françoise Gaouyer commence sa carrière politique comme conseillère régionale de Haute-Normandie (1998-2008). Partisane de la candidature de Laurent Fabius lors de la primaire PS de 2006, Marie-Françoise Gaouyer devient en 2008 le premier maire de gauche de la commune d'Eu.
Conseillère générale du canton d'Eu de 2008 à 2013, elle est la 8e vice-présidente du conseil général de la Seine-Maritime, chargée des transports. Elle est aussi vice-présidente de la communauté de communes interrégionale de Bresle maritime.  
Suivante d'Alain Le Vern sur la liste PS lors des sénatoriales de 2004, elle devient sénatrice le 1er octobre 2013 à la suite de la démission de celui-ci ce qui l'amène à céder son siège au conseil général à son suppléant Didier Régnier.
Au deuxième tour de l'élection municipale de mars 2014, dans le cadre d'une triangulaire avec le Front national, la liste qu'elle conduit en tant que maire sortante obtient 40,56 % des voix contre 49,37 % pour celle menée par Yves Derrien (DVD). Du 6 avril 2014 à 2020, elle est redevenue conseillère municipale d'opposition.